# Pachycaule

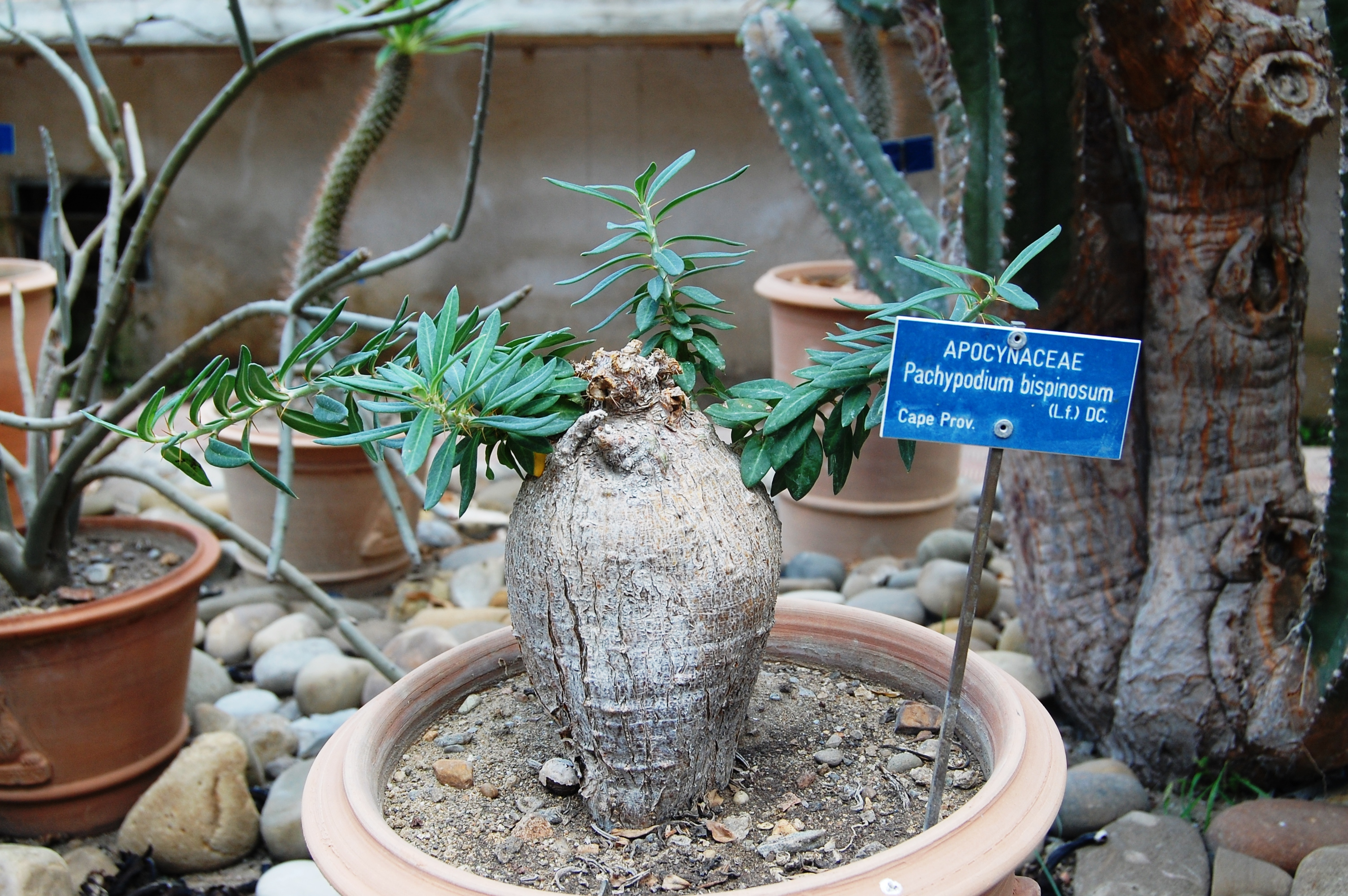
Pachypodium bispinosum.

Une plante pachycaule (du grec παχύς (pakhús / pachy) qui signifie épais, gras, et καυλός (kaulós) qui signifie tige ou tronc) est un arbre à caudex, dont le tronc est épais, renflé, parfois en forme de bouteille. Ce tronc est disproportionnellement épais par rapport à la hauteur de la plante et au fait qu'elle comporte peu de branches, qui sont petites par rapport à l'épaisseur du tronc. 
Toutes les espèces de cactus arborescents, ressemblant à des arbres, ainsi que la plupart des palmiers, sont des pachycaules. C'est aussi le cas des baobab, du genre Pachypodium dont le nom signifie pied épais, de l'espèce Beaucarnea recurvata. Plusieurs de ces plantes sont appelées arbres bouteille.

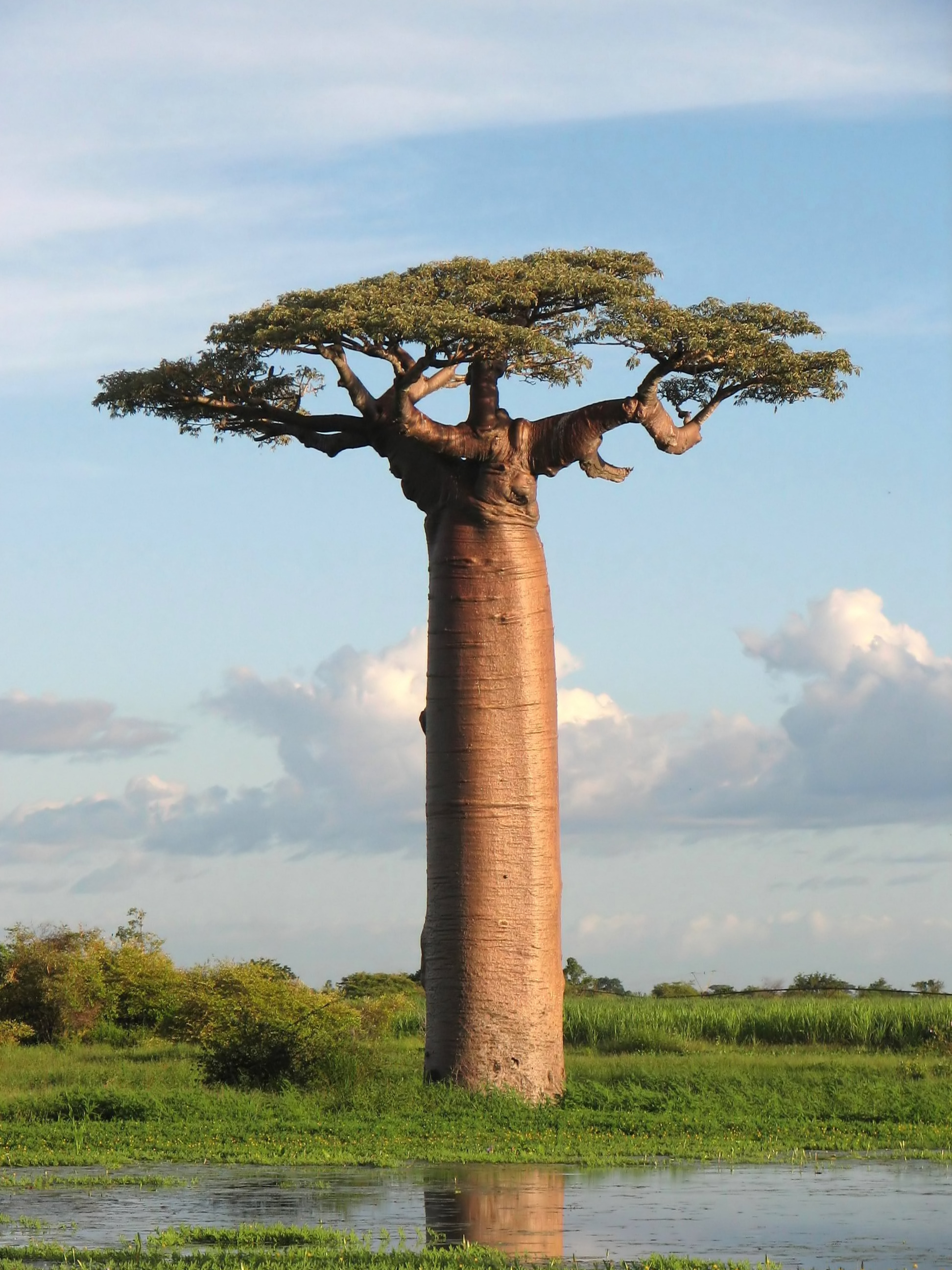
Baobab de Grandidier, près de Morondava à Madagascar.